# Atletism la Jocurile Olimpice de vară din 2016 - 3.000 m obstacole (feminin)

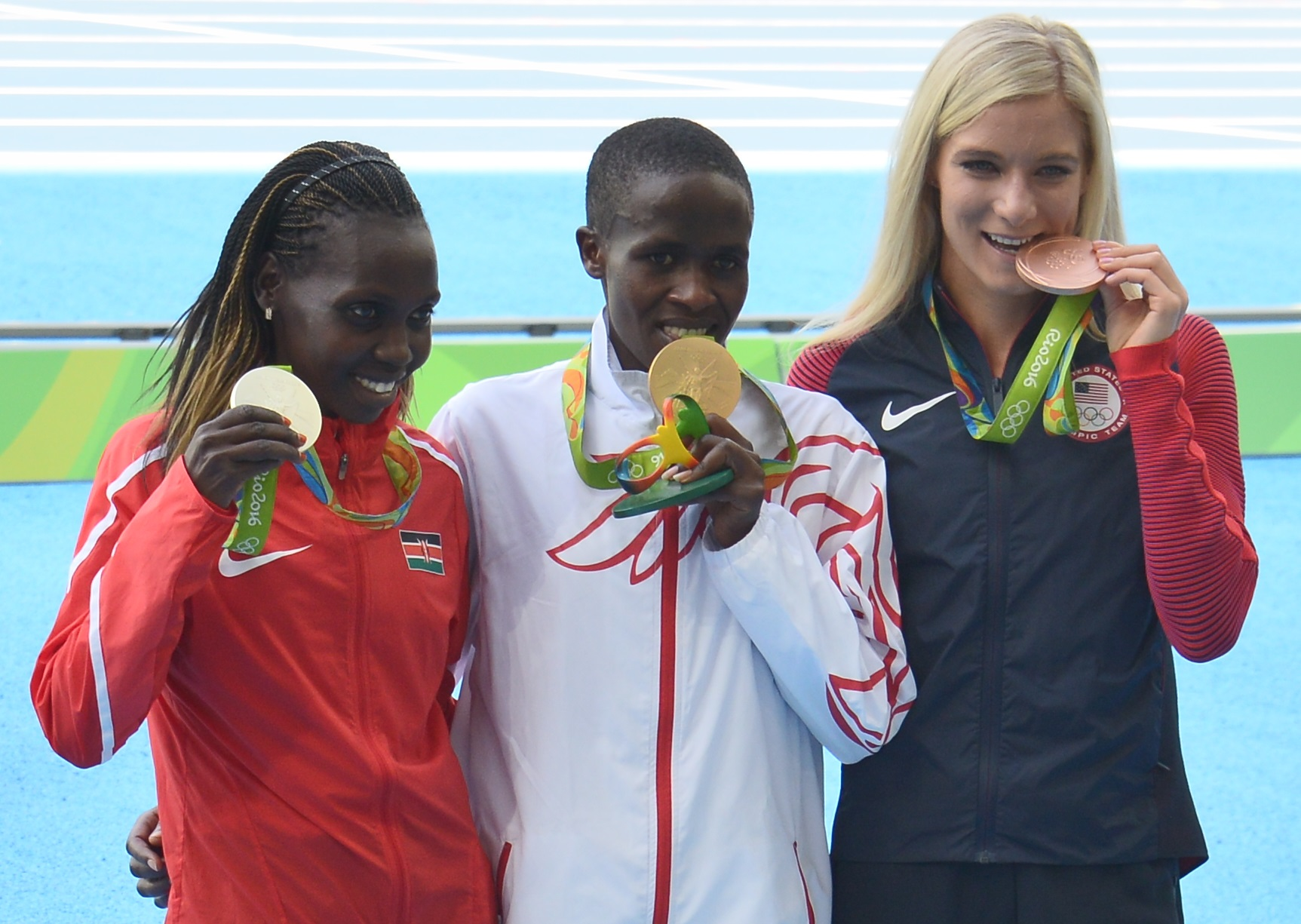
Hyvin Kiyeng, Ruth Jebet, Emma Coburn pe podium

Proba de 3.000 de metri obstacole feminin de la Jocurile Olimpice de vară din 2016 a avut loc în perioada 13-15 august pe Stadionul Olimpic.

## Recorduri
Înaintea acestei competiții, recordurile mondiale și olimpice erau următoarele:
| Record  | Atlet                 | Timp    | Loc            | Data           |
| ------- | --------------------- | ------- | -------------- | -------------- |
| Mondial | Gulnara Galkina (RUS) | 8:58,81 | Beijing, China | 17 august 2008 |
| Olimpic | Gulnara Galkina (RUS) | 8:58,81 | Beijing, China | 17 august 2008 |

| Zona                                             |         |                          |               |
| Zona                                             | Timp    | Atlet                    | Țara          |
| ------------------------------------------------ | ------- | ------------------------ | ------------- |
| Africa (recorduri)                               | 9:00,01 | Hyvin Jepkemoi           | Kenya         |
| Asia (recorduri)                                 | 8:52,78 | Ruth Jebet               | Bahrain       |
| Europa (recorduri)                               | 8:58,81 | Gulnara Samitova-Galkina | Rusia         |
| America Centrală, de Nord și Caraibe (recorduri) | 9:07,63 | Emma Coburn              | Statele Unite |
| Oceania (recorduri)                              | 9:14,28 | Denevieve Lacaze         | Australia     |
| America de Sud (recorduri)                       | 9:38,63 | Juliana Paula dos Santos | Brazilia      |

## Format
Competiția a avut două etape: runda întâi cu trei serii și finala. Primele trei atlete din fiecare serie și alte șase atlete cu cel mai rapid timp s-au calificat în finală.

## Rezultate

### Runda 1
Reguli de calificare: primii trei din fiecare serie (C) și următorii trei atleți cu cel mai bun timp (c) se califică în semifinale.

#### Seria 1
| Loc | Nume                     | Naționalitate              | Timp    | Note |
| --- | ------------------------ | -------------------------- | ------- | ---- |
| 1   | Ruth Jebet               | Bahrain                    | 9:12,62 | (C)  |
| 2   | Sofia Assefa             | Etiopia                    | 9:18,75 | (C)  |
| 3   | Gesa Felicitas Krause    | Germania                   | 9:19,70 | (C)  |
| 4   | Colleen Quigley          | Statele Unite ale Americii | 9:21,82 | (c)  |
| 5   | Lydia Rotich             | Kenya                      | 9:30,21 | (c)  |
| 6   | Mariya Shatalova         | Ucraina                    | 9:30,89 | (PB) |
| 7   | Peruth Chemutai          | Uganda                     | 9:31,03 | (PB) |
| 8   | Charlotta Fougberg       | Suedia                     | 9:31,16 |      |
| 9   | Özlem Kaya               | Turcia                     | 9:32,03 | (SB) |
| 10  | Sviatlana Kudzelich      | Belarus                    | 9:32,93 | (SB) |
| 11  | Fadwa Sidi Madane        | Maroc                      | 9:32,94 | (SB) |
| 12  | Diana Martín             | Spania                     | 9:44,07 |      |
| 13  | Ingeborg Løvnes          | Norvegia                   | 9:44,85 |      |
| 14  | Kerry O'Flaherty         | Irlanda                    | 9:45,35 | (SB) |
| 15  | Juliana Paula dos Santos | Brazilia                   | 9:45,95 |      |
| 16  | Erin Teschuk             | Canada                     | 9:53,70 |      |
| 17  | Anju Takamizawa          | Japonia                    | 9:58,59 |      |

#### Seria a 2-a
| Loc | Nume               | Naționalitate              | Timp     | Note      |
| --- | ------------------ | -------------------------- | -------- | --------- |
| 1   | Beatrice Chepkoech | Kenya                      | 9:17,55  | (C)       |
| 2   | Emma Coburn        | Statele Unite ale Americii | 9:18,12  | (C)       |
| 3   | Habiba Ghribi      | Tunisia                    | 9:18,71  | (C), (SB) |
| 4   | Lalita Babar       | India                      | 9:19,76  | (c), (RN) |
| 5   | Madeline Hills     | Australia                  | 9:24,16  | (c), (SB) |
| 6   | Fabienne Schlumpf  | Elveția                    | 9:30,54  | (c), (RN) |
| 7   | Hiwot Ayalew       | Etiopia                    | 9:35,09  |           |
| 8   | Matylda Kowal      | Polonia                    | 9:35,13  | (PB)      |
| 9   | Sanaa Koubaa       | Germania                   | 9:35,15  | (PB)      |
| 10  | Victoria Mitchell  | Australia                  | 9:39,40  | (SB)      |
| 11  | Michelle Finn      | Irlanda                    | 9:49,45  |           |
| 12  | Tigest Mekonin     | Bahrain                    | 9:49,92  |           |
| 13  | Maria Bernard      | Canada                     | 9:50,17  |           |
| 14  | Meryem Akda        | Turcia                     | 9:50,28  |           |
| 15  | Sandra Eriksson    | Finlanda                   | 9:56,77  |           |
| 16  | Luiza Gega         | Albania                    | 9:58,49  |           |
| 17  | Nastassia Puzakova | Belarus                    | 10:14,08 |           |
| 18  | Amina Bettiche     | Algeria                    | 10:26,91 |           |

#### Seria a 3-a
| Loc | Nume                 | Naționalitate              | Timp     | Note |
| --- | -------------------- | -------------------------- | -------- | ---- |
| 1   | Hyvin Jepkemoi       | Kenya                      | 9:24,61  | (C)  |
| 2   | Genevieve LaCaze     | Australia                  | 9:26,25  | (C)  |
| 3   | Courtney Frerichs    | Statele Unite ale Americii | 9:27,02  | (C)  |
| 4   | Geneviève Lalonde    | Canada                     | 9:30,24  | (c)  |
| 5   | Zhang Xinyan         | China                      | 9:31,47  |      |
| 6   | Anna-Emilie Møller   | Danemarca                  | 9:32,68  | (RN) |
| 7   | Etenesh Diro         | Etiopia                    | 9:34,70  | (c)  |
| 8   | Aisha Praught        | Jamaica                    | 9:35,79  | (c)  |
| 9   | Sudha Singh          | India                      | 9:43,29  |      |
| 10  | Salima Elouali Alami | Maroc                      | 9:44,83  |      |
| 11  | Eliane Saholinirina  | Madagascar                 | 9:45,92  |      |
| 12  | Sara Louise Treacy   | Irlanda                    | 9:46,24  | (c)  |
| 13  | Ancuța Bobocel       | România                    | 9:46,28  |      |
| 14  | Tuğba Güvenç         | Turcia                     | 9:49,93  | (SB) |
| 15  | Maya Rehberg         | Germania                   | 9:51,73  |      |
| 16  | Belén Casetta        | Argentina                  | 9:51,85  |      |
| 17  | Lennie Waite         | Marea Britanie             | 10:14,18 |      |

### Finala
| Loc | Nume                  | Naționalitate              | Timp    | Note |
| --- | --------------------- | -------------------------- | ------- | ---- |
| 1   | Ruth Jebet            | Bahrain                    | 8:59,75 | (AS) |
| 2   | Hyvin Jepkemoi        | Kenya                      | 9:07,12 |      |
| 3   | Emma Coburn           | Statele Unite ale Americii | 9:07,63 | (AM) |
| 4   | Beatrice Chepkoech    | Kenya                      | 9:16,05 | (PB) |
| 5   | Sofia Assefa          | Etiopia                    | 9:17,15 | (SB) |
| 6   | Gesa Felicitas Krause | Germania                   | 9:18,41 | (PB) |
| 7   | Madeline Hills        | Australia                  | 9:20,38 | (PB) |
| 8   | Colleen Quigley       | Statele Unite ale Americii | 9:21,10 | (PB) |
| 9   | Genevieve LaCaze      | Australia                  | 9:21,21 | (PB) |
| 10  | Lalita Babar          | India                      | 9:22,74 |      |
| 11  | Courtney Frerichs     | Statele Unite ale Americii | 9:22,87 |      |
| 12  | Habiba Ghribi         | Tunisia                    | 9:28,75 |      |
| 13  | Lydia Rotich          | Kenya                      | 9:29,90 |      |
| 14  | Aisha Praught         | Jamaica                    | 9:34,20 |      |
| 15  | Etenesh Diro          | Etiopia                    | 9:38,77 |      |
| 16  | Geneviève Lalonde     | Canada                     | 9:41,88 |      |
| 17  | Sara Louise Treacy    | Irlanda                    | 9:52,70 |      |
| 18  | Fabienne Schlumpf     | Elveția                    | 9:59,30 |      |

## Legendă
RA Record african | AM Record american | AS Record asiatic | RE Record european | OCRecord oceanic | RO Record olimpic | RM Record mondial | RN Record național | SA Record sud-american | RC Record al competiției | DNF Nu a terminat | DNS Nu a luat startul | DS Descalificare | EL Cea mai bună performanță europeană a anului | PB Record personal | SB Cea mai bună performanță a sezonului | WL Cea mai bună performanță mondială a anului 